# Bathypogon macrodonturus
Bathypogon macrodonturus là một loài ruồi trong họ Asilidae. Bathypogon macrodonturus được Hull miêu tả năm 1959. Loài này phân bố ở miền Australasia.